# Carlos Cuesta
Carlos Eccehomo Cuesta Figueroa (ur. 9 marca 1999 w Quibdó) – kolumbijski piłkarz występujący na pozycji środkowego obrońcy w belgijskim klubie KRC Genk.

## Kariera klubowa

### Atlético Nacional
W 2009 roku dołączył do akademii zespołu Atlético Nacional. W 2016 roku został przesunięty do pierwszej drużyny. Zadebiutował 2 lipca 2016 w meczu Categoría Primera A przeciwko Alianza Petrolera (3:3). 20 października 2016 zadebiutował w Copa Sudamericana w meczu przeciwko Coritiba FBC (1:1). 3 maja 2017 zadebiutował w Copa Libertadores w meczu przeciwko Estudiantes La Plata (4:1). W sezonie 2017–I jego zespół zajął pierwsze miejsce w tabeli zdobywając mistrzostwo Kolumbii.

### KRC Genk
3 lipca 2019 podpisał pięcioletni kontrakt z klubem KRC Genk. Zadebiutował 20 lipca 2019 w meczu Superpucharu Belgii przeciwko KV Mechelen (3:0), który jego drużyna wygrała i zdobyła trofeum. W Eerste klasse A zadebiutował 26 lipca 2019 w meczu przeciwko KV Kortrijk (2:1). 2 października 2019 zadebiutował w fazie grupowej Ligi Mistrzów w meczu przeciwko SSC Napoli (0:0). 25 kwietnia 2021 wystąpił w finale Pucharu Belgii przeciwko Standard Liège (1:2), który jego drużyna wygrała i zdobyła trofeum. W sezonie 2020/21 jego zespół zajął drugie miejsce w tabeli zdobywając wicemistrzostwo Belgii.

## Kariera reprezentacyjna

### Kolumbia U-17
W 2015 roku otrzymał powołanie do reprezentacji Kolumbii U-17. Zadebiutował 9 marca 2015 w meczu Mistrzostw Ameryki Południowej U-17 2015 przeciwko reprezentacji Peru U-17 (4:2), w którym zdobył swoją pierwszą bramkę.

### Kolumbia U-20
W 2017 roku otrzymał powołanie do reprezentacji Kolumbii U-20. Zadebiutował 18 stycznia 2018 w meczu Mistrzostw Ameryki Południowej U-20 2017 przeciwko reprezentacji Paragwaju U-20 (1:1). Pierwszą bramkę zdobył 25 stycznia 2019 w meczu Mistrzostw Ameryki Południowej U-20 2019 przeciwko reprezentacji Chile U-20 (0:1). 29 kwietnia 2019 otrzymał powołanie na Mistrzostwa Świata U-20 2019.

## Statystyki

### Klubowe
(aktualne na dzień 15 czerwca 2021)
| Klub               | Sezon              | Liga                | Liga  | Liga   | Puchar kraju | Puchar kraju | Puchary kontynentalne | Puchary kontynentalne | Inne  | Inne   | Suma  | Suma   |
| Klub               | Sezon              | Liga                | Mecze | Bramki | Mecze        | Bramki       | Mecze                 | Bramki                | Mecze | Bramki | Mecze | Bramki |
| ------------------ | ------------------ | ------------------- | ----- | ------ | ------------ | ------------ | --------------------- | --------------------- | ----- | ------ | ----- | ------ |
| Atlético Nacional  | 2016               | Categoría Primera A | 15    | 0      | 0            | 0            | 1                     | 0                     | –     | –      | 16    | 0      |
| Atlético Nacional  | 2017               | Categoría Primera A | 30    | 0      | 4            | 0            | 3                     | 0                     | –     | –      | 37    | 0      |
| Atlético Nacional  | 2018               | Categoría Primera A | 11    | 0      | 3            | 0            | 0                     | 0                     | 2     | 0      | 16    | 0      |
| Atlético Nacional  | 2019               | Categoría Primera A | 5     | 0      | 0            | 0            | 0                     | 0                     | –     | –      | 5     | 0      |
| Atlético Nacional  | Ogólnie            | Ogólnie             | 61    | 0      | 7            | 0            | 4                     | 0                     | 2     | 0      | 74    | 0      |
| KRC Genk           | 2019/20            | Eerste klasse A     | 20    | 0      | 2            | 0            | 4                     | 0                     | 1     | 0      | 27    | 0      |
| KRC Genk           | 2020/21            | Eerste klasse A     | 34    | 0      | 4            | 0            | –                     | –                     | –     | –      | 38    | 0      |
| KRC Genk           | Ogólnie            | Ogólnie             | 54    | 0      | 6            | 0            | 4                     | 0                     | 1     | 0      | 65    | 0      |
| Ogólnie w karierze | Ogólnie w karierze | Ogólnie w karierze  | 115   | 0      | 13           | 0            | 8                     | 0                     | 3     | 0      | 139   | 0      |

### Reprezentacyjne
| Reprezentacja | Rok     | Mecze | Bramki |
| ------------- | ------- | ----- | ------ |
| Kolumbia U-17 |         |       |        |
| 2015          | 3       | 1     |        |
| Ogólnie       | Ogólnie | 3     | 1      |
| Kolumbia U-20 |         |       |        |
| 2017          | 7       | 0     |        |
| 2018          | 0       | 0     |        |
| 2019          | 14      | 1     |        |
| Ogólnie       | Ogólnie | 21    | 1      |

| Mecze i gole w reprezentacji | Mecze i gole w reprezentacji | Mecze i gole w reprezentacji | Mecze i gole w reprezentacji | Mecze i gole w reprezentacji | Mecze i gole w reprezentacji | Mecze i gole w reprezentacji | Mecze i gole w reprezentacji              |
| Kolumbia U-17                | Kolumbia U-17                | Kolumbia U-17                | Kolumbia U-17                | Kolumbia U-17                | Kolumbia U-17                | Kolumbia U-17                | Kolumbia U-17                             |
| Lp.                          | Data                         | Miejsce                      | Gospodarz                    | Gość                         | Wynik                        | Gol                          | Rozgrywki                                 |
| ---------------------------- | ---------------------------- | ---------------------------- | ---------------------------- | ---------------------------- | ---------------------------- | ---------------------------- | ----------------------------------------- |
| 1.                           | 09.03.2015                   | Capiatá                      | Kolumbia U-17                | Peru U-17                    | 4:2                          | Gol                          | Mistrzostwa Ameryki Południowej U-17 2015 |
| 2.                           | 11.03.2015                   | Asunción                     | Wenezuela U-17               | Kolumbia U-17                | 1:1                          |                              | Mistrzostwa Ameryki Południowej U-17 2015 |
| 3.                           | 17.03.2015                   | Luque                        | Paragwaj U-17                | Kolumbia U-17                | 4:0                          |                              | Mistrzostwa Ameryki Południowej U-17 2015 |
| Kolumbia U-20                |                              |                              |                              |                              |                              |                              |                                           |
| Lp.                          | Data                         | Miejsce                      | Gospodarz                    | Gość                         | Wynik                        | Gol                          | Rozgrywki                                 |
| 1.                           | 18.01.2017                   | Riobamba                     | Kolumbia U-20                | Paragwaj U-20                | 1:1                          |                              | Mistrzostwa Ameryki Południowej U-20 2017 |
| 2.                           | 20.01.2017                   | Riobamba                     | Ekwador U-20                 | Kolumbia U-20                | 4:3                          |                              | Mistrzostwa Ameryki Południowej U-20 2017 |
| 3.                           | 24.01.2017                   | Riobamba                     | Kolumbia U-20                | Brazylia U-20                | 1:0                          |                              | Mistrzostwa Ameryki Południowej U-20 2017 |
| 4.                           | 26.01.2017                   | Riobamba                     | Kolumbia U-20                | Chile U-20                   | 1:0                          |                              | Mistrzostwa Ameryki Południowej U-20 2017 |
| 5.                           | 30.01.2017                   | Quito                        | Kolumbia U-20                | Wenezuela U-20               | 1:1                          |                              | Mistrzostwa Ameryki Południowej U-20 2017 |
| 6.                           | 05.02.2017                   | Quito                        | Urugwaj U-20                 | Kolumbia U-20                | 3:0                          |                              | Mistrzostwa Ameryki Południowej U-20 2017 |
| 7.                           | 08.02.2017                   | Quito                        | Ekwador U-20                 | Kolumbia U-20                | 3:0                          |                              | Mistrzostwa Ameryki Południowej U-20 2017 |
| 8.                           | 17.01.2019                   | Rancagua                     | Wenezuela U-20               | Kolumbia U-20                | 1:0                          |                              | Mistrzostwa Ameryki Południowej U-20 2019 |
| 9.                           | 19.01.2019                   | Rancagua                     | Kolumbia U-20                | Brazylia U-20                | 0:0                          |                              | Mistrzostwa Ameryki Południowej U-20 2019 |
| 10.                          | 21.01.2019                   | Rancagua                     | Kolumbia U-20                | Boliwia U-20                 | 1:0                          |                              | Mistrzostwa Ameryki Południowej U-20 2019 |
| 11.                          | 25.01.2019                   | Rancagua                     | Chile U-20                   | Kolumbia U-20                | 0:1                          | Gol                          | Mistrzostwa Ameryki Południowej U-20 2019 |
| 12.                          | 29.01.2019                   | Rancagua                     | Brazylia U-20                | Kolumbia U-20                | 0:0                          |                              | Mistrzostwa Ameryki Południowej U-20 2019 |
| 13.                          | 01.02.2019                   | Rancagua                     | Argentyna U-20               | Kolumbia U-20                | 1:0                          |                              | Mistrzostwa Ameryki Południowej U-20 2019 |
| 14.                          | 04.02.2019                   | Rancagua                     | Ekwador U-20                 | Kolumbia U-20                | 1:0                          |                              | Mistrzostwa Ameryki Południowej U-20 2019 |
| 15.                          | 07.02.2019                   | Rancagua                     | Wenezuela U-20               | Kolumbia U-20                | 0:2                          |                              | Mistrzostwa Ameryki Południowej U-20 2019 |
| 16.                          | 10.02.2019                   | Rancagua                     | Kolumbia U-20                | Urugwaj U-20                 | 0:0                          |                              | Mistrzostwa Ameryki Południowej U-20 2019 |
| 17.                          | 23.05.2019                   | Łódź                         | Polska U-20                  | Kolumbia U-20                | 0:2                          |                              | MŚ U-20 2019                              |
| 18.                          | 26.05.2019                   | Lublin                       | Senegal U-20                 | Kolumbia U-20                | 2:0                          |                              | MŚ U-20 2019                              |
| 19.                          | 29.05.2019                   | Lublin                       | Kolumbia U-20                | Tahiti U-20                  | 6:0                          |                              | MŚ U-20 2019                              |
| 20.                          | 02.06.2019                   | Łódź                         | Kolumbia U-20                | Nowa Zelandia U-20           | 1:1 k. 5:4                   |                              | MŚ U-20 2019                              |
| 21.                          | 07.06.2019                   | Łódź                         | Kolumbia U-20                | Ukraina U-20                 | 0:1                          |                              | MŚ U-20 2019                              |

## Sukcesy

### Atlético Nacional
- Mistrzostwo Kolumbii (1×): 2017–I
- Wicemistrzostwo Kolumbii (1×): 2018–I
- Copa Colombia (1×): 2018

### KRC Genk
- Superpuchar Belgii (1×): 2019
- Wicemistrzostwo Belgii (1×): 2020/2021
- Puchar Belgii (1×): 2020/2021